# Наньсюнь
Наньсю́нь (кит. упр. 南浔, пиньинь Nánxún) — район городского подчинения городского округа Хучжоу провинции Чжэцзян (КНР).

## История
После объединения всех китайских земель в империю Цинь здесь был создан уезд Учэн (乌程县). В эпоху Троецарствия эти места оказались в составе царства У, и в 266 году был создан округ Усин (吴兴郡), в качестве названия для которого были взяты иероглифы из фразы «царство У процветает» (吴国兴盛).
В эпоху Южных и Северных династий, когда эти места находились в составе империи Лян, округ Усин был преобразован в область Чжэньчжоу (震州), в качестве названия которой было использовано древнее название озера Тайху. Во времена империи Суй область была в 602 году переименована в Хучжоу (湖州, «Озёрная область»).
Во времена империи Сун в 982 году из уезда Учэн был выделен уезд Гуйань (归安县). В 1225 году область была переименована в Аньпоу (安剖州). После монгольского завоевания область была в 1276 году преобразована в Хучжоуский регион (湖州路). После свержения власти монголов и основания империи Мин «регионы» были переименованы в «управы» — так в 1366 году появилась Хучжоуская управа (湖州府). 
После Синьхайской революции в Китае была проведена реформа структуры административного деления, и в 1912 году управы были упразднены. Хучжоуская управа была ликвидирована, а уезды Учэн и Гуйань были объединены в уезд Усин (吴兴县).
После образования КНР был создан Специальный район Цзясин (嘉兴专区). Урбанизированная часть уезда Усин была выделена в отдельный город Усин (吴兴市), в 1950 году переименованный в Хучжоу, и город с уездом вошли в состав Специального района. В 1953 году город Хучжоу был выведен из состава Специального района и подчинён напрямую правительству провинции Чжэцзян, но в 1958 году он был возвращён в состав Специального района. В 1959 году власти Специального района переехали из города Цзясин в город Хучжоу. В 1962 году город Хучжоу был упразднён, а его территория была передана в состав уезда Усин. В 1970 году город Хучжоу был воссоздан.
В 1973 году Специальный район Цзясин был переименован в Округ Цзясин (嘉兴地区).
В 1981 году был расформирован уезд Усин, а его территория вошла в состав города Хучжоу.
В октябре 1983 года был расформирован округ Цзясин, а вместо него были образованы городские округа Цзясин и Хучжоу. Город Хучжоу был при этом расформирован, а вместо него были образованы Городской (城区) и Пригородный (郊区) районы городского округа Хучжоу; Пригородный район примерно соответствовал будущему району Наньсюнь.
В ноябре 1988 года Городской и Пригородный районы были упразднены, а их территория перешла под прямое управление властей городского округа.
В сентябре 1993 года опять было введено деление на районы: были образованы Городской район (市区), район Наньсюнь и район Линху (菱湖区).
В 2003 году старое деление на районы было упразднено, а вместо этого было введено деление на два района — Усин и Наньсюнь. В территорию района Наньсюнь вошли территории бывших районов Наньсюнь и Линху, и часть территории бывшего Городского района.

## Административное деление
Район делится на 9 посёлков.